# Публий Корнелий Арвина
Публий Корнелий Арвина (на латински: Publius Cornelius Arvina) e политик на Римската република. Той е вероятно син на Авъл Корнелий Кос Арвина.
Публий Корнелий Арвина е през 306 пр.н.е. консул заедно с Квинт Марций Тремул. Като генерал той побеждава тази година самнитите. Колегата му Тремул се бие успешно против херниките и получава триумф в Рим.
През 294 пр.н.е. той е цензор. През 288 пр.н.е. той е отново консул с Квинт Марций Тремул.